# 慢龍屬
慢龍屬（意為「緩慢的蜥蜴」）是種獸腳亞目恐龍，屬於鐮刀龍科。慢龍是由A. Perle博士在1979年所敘述。目前僅發現3個標本，包含：下頜、骨盆、後肢、肩胛喙軟骨、不完整的前肢、以及脊椎，都發現於蒙古的Baynshirenstaya Svita，該沉積層的年代為白堊紀的森諾曼階到土侖階之間。
慢龙是一种体型巨大的镰刀龙，估计长约 6-7m，重约 1.3 吨。 它应该是双足行走的，身体躯干向上倾斜。头小，下颚尖有喙，颈部细长。

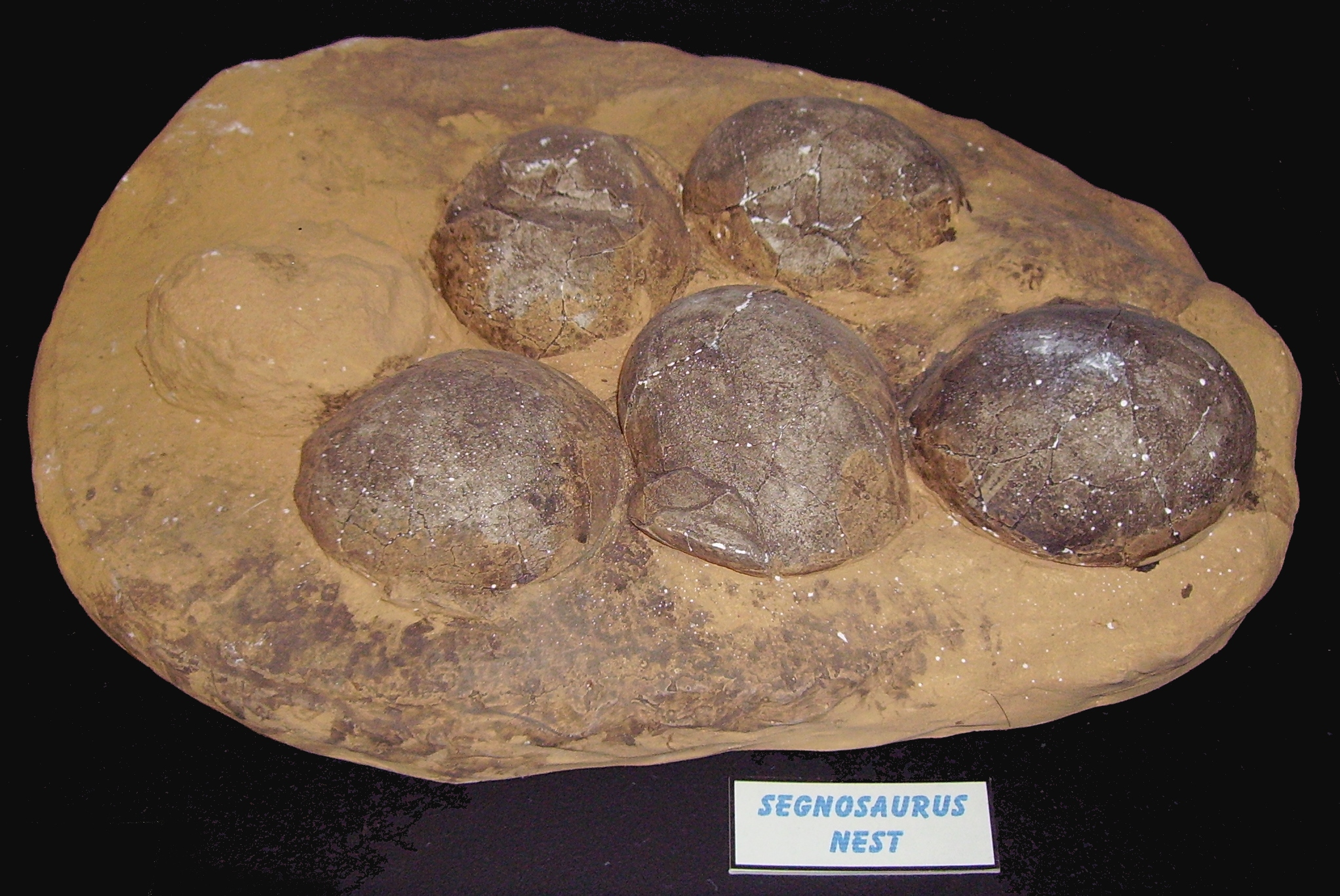
慢龍的蛋巢，展覽於萊姆里吉斯

## 身体构造
慢龍可從頜部中間的微彎、釘狀牙齒，以及中等程度壓縮的趾爪，來與其他的鐮刀龍類作鑑別。齒骨的後背側從第14顆牙齒開始，並不像死神龍是從第15顆牙齒開始。這顯示慢龍並沒有外部頰部，但死神龍被認為擁有外頰部。

## 大眾文化
慢龍出現於羅伯特·巴克（Robert Bakker）的小說《Raptor Red》。在這部小說中，慢龍被描述成穴居動物。